# Station Hallenskog
Station Hallenskog is een spoorweghalte in  Hallenskog in de gemeente Asker in Viken in  Noorwegen. Het station ligt aan de Spikkestadlijn. 
Oorspronkelijk lag het station aan Drammensbanen. Sinds de bouw van de Lieråsentunnel en de verlegging van Drammenbanen ligt Heggedal aan de Spikkestadlijn. In 2012 werd de halte gesloten, maar na felle lokale protesten in 2013 weer heropend.